# Västerstad (Skåne)
Västerstad is een plaats in de gemeente Hörby in Skåne, de zuidelijkste provincie van Zweden. De plaats heeft 68 inwoners (2005) en een oppervlakte van 19 hectare.